# سلکت اسپورت
سلکت اسپورت (انگلیسی: Select Sport) شرکت تجهیزات ورزشی دانمارکی است، که در سال ۱۹۴۷ توسط ایگیل نیلسون تأسیس شد.